# Maddie Corman
Pour les articles homonymes, voir Corman.
Maddie Corman est une actrice américaine née le 15 août 1970 à New York.

## Filmographie

### Cinéma
- 1985 : Seven Minutes in Heaven : Polly Franklin
- 1987 : L'Amour à l'envers : Laura Nelson
- 1990 : Ford Fairlaine: Rock'n Roll Detective : Zuzu Petals
- 1992 : My New Gun : Myra
- 1994 : PCU (en) de Hart Bochner : féministe
- 1996 : Mr. Wrong : Missy
- 1996 : Le Dortoir des garçons (Boys) : Liz Curry
- 1996 : Swingers : la fille qui dit "Peek-a-Boo"
- 1997 : I Think I Do : Beth
- 1999 : Mickey les yeux bleus : Carol la photographe
- 2002 : Coup de foudre à Manhattan : Leezette
- 2006 : The Treatment : Patty McPherson
- 2006 : Ira and Abby : Lea
- 2006 : Beer League : Marilyn
- 2007 : La Famille Savage : Annie
- 2008 : Sunshine Cleaning : la fille sous la douche
- 2008 : Phoebe in Wonderland : le Lapin blanc
- 2008 : Jackpot : l'avocate de Joy
- 2009 : Adam : Robin
- 2010 : La Beauté du geste : la commerçante
- 2010 : Morning Glory : la productrice de Daybreak
- 2011 : Peace, Love and Misunderstanding : Carole
- 2011 : A Novel Romance : Alexandra Dumar
- 2012 : What Maisie Knew : Mlle Fairchild-Tettenbaum
- 2013 : New York Melody : Phillis
- 2014 : Lullaby : Beth
- 2014 : Ruth and Alex : la dame amicale
- 2014 : Naomi and Ely's No Kiss List : Ginny
- 2019 : L'Extraordinaire Mr. Rogers (A Beautiful Day in the Neighborhood) de Marielle Heller : Betty Aberlin

### Télévision
- 1987-1988 : Mr. President : Cynthia Tresch (24 épisodes)
- 1988 : Aline et Cathy : Haven Claven (2 épisodes)
- 1993 : Les Dessous de Palm Beach : Christie (1 épisode)
- 1993 : Frasier : Gail (1 épisode)
- 1994 : Diagnostic : Meurtre : Charlene Baylor (1 épisode)
- 1994-1995 : All-American Girl : Ruthie Latham (18 épisodes)
- 1995 : Central Park West : la réceptionniste (1 épisode)
- 1996 : Pacific Blue : Mary Lou (1 épisode)
- 1998 : Tracey Takes On... : Sheila Rosenthal (1 épisode)
- 1999 : New York, police judiciaire : Melissa Slater (saison 9, épisode 22)
- 2002 : New York, section criminelle : Marjorie Whilden (saison 2, épisode 7)
- 2003 : New York, police judiciaire : Andee Mae Haley (saison 14, épisode 6)
- 2004 : Larry et son nombril : une touriste (1 épisode)
- 2005 : Rescue Me : Les Héros du 11 septembre : la leader du meeting de boulimiques (1 épisode)
- 2005 : New York, police judiciaire : Elaine Bowman (saison 16, épisode 9)
- 2009 : New York, unité spéciale : Terri Dunne (saison 11, épisode 7)
- 2009 : Last of the Ninth : Lois Dobrowski
- 2010 : Damages : Janine Thurber (1 épisode)
- 2012 : Smash : Rene Walters (2 épisodes)
- 2013 : Trooper : Ilene Katz-Klausner
- 2013 : The Good Wife : Leslie Munn (1 épisode)
- 2017 : When We Rise : Phyllis Lyon  (3 épisodes)
- 2021 : New York, unité spéciale : Laura Evans (saison 23, épisode 2)